# Jacobus Bisschop
Jacobus Bisschop (1658, Dordrecht – po roce 1697, Dordrecht) byl nizozemský malíř působící v 17. století.

## Životopis
Narodil se a zemřel v Dordrechtu. Podle Arnolda Houbrakena spolupracoval se svým mladším bratrem Abrahamem. Když ho bratr již nepotřeboval, odešel do Haagu, kde se učil malovat u Augustina Terwestena. Poté většinou pracoval jako dekoratér stěn a stropů v domech majetných lidí a byl v tom celkem úspěšný.
Podle RKD byl synem žánrového malíře Cornelise Bisschopa a bratrem malíře ptáků Abrahama Bisschopa. V roce 1686 se stal v akademickém klubu Confrerie Pictura Terwestenovým žákem. Byl také členem dordrechtského cechu svatého Lukáše. Měl malovat zvířata a portréty.